# Bitwa na wzgórzach Harlemu
Bitwa na Wzgórzach Harlemu – starcie zbrojne, które miało miejsce 16 września 1776 roku w czasie kampanii nowojorskiej, podczas Amerykańskiej Wojny o Niepodległość.
16 września armia generała George’a Washingtona nie była w stanie dorównywać Brytyjczykom i Niemcom generała Howe’a. Stopniowo Amerykanie byli wypychani z Manhattanu. Dzień wcześniej Brytyjczycy wylądowali w zatoce Kipp’s Bay po zachodniej stronie wyspy i milicja stanu Wirginia uciekła przed nimi zaś Brytyjczycy zajęli miasto Nowy Jork. Washington trzymał teraz tylko położone na północy Wzgórza Harlemu i umocnienia Fortu Washington na brzegu rzeki Hudson.
16 września Washington wysłał oddział Rangersów z Nowej Anglii pod dowództwem kapitana Thomasa Knowltona w celu rozpoznania brytyjskich ruchów na południe od jego linii.
Knowlton zszedł z północnego płaskowyżu na obszar niżej położony znany jako Hollow Way i na następny płaskowyż. Tam jego oddział około 120 ludzi napotkał pikietę brytyjskiej lekkiej piechoty i otworzył ogień. Przybyło więcej brytyjskich żołnierzy z 42 regimentu Highlanders i mała grupa rangersów musiała rozpocząć odwrót ścigana przez Brytyjczyków.
Amerykanie na północnym płaskowzgórzu usłyszeli szydercze dzwonki używane przez Anglików do polowań na lisy. Washington rozkazał ruszyć części sił naprzód, aby wciągnąć oddział brytyjski na płaskowyż, podczas gdy druga część jego sił miała ruszyć dookoła brytyjskiej prawej flanki i odciąć ich od południowego płaskowyżu i późniejszych posiłków.
Lekka piechota i highlanderzy chwycili wabik i ruszyli na północny płaskowyż, kiedy Amerykanie zaczęli ustępować przed nimi. Jednocześnie oskrzydlające siły amerykańskie natknęły się na brytyjskich żołnierzy i rozpoczęła się kanonada, ostrzegając lekką piechotę, która znalazła się na niebezpiecznych pozycjach. Pod ciągłymi atakami Brytyjczycy wycofali się na pola w Hollow Way, gdzie zostali wzmocnieni przez żołnierzy z 33 regimentu pieszego, trochę heskich batalionów i kilka dział. Walka była kontynuowana przez godzinę do momentu przybycia większych sił brytyjskich, kiedy Washington dał rozkaz do odwrotu. W trakcie starcia zginął kapitan Knowlton.
Była to ważna akcja dla Amerykanów, gdyż milicja Wirginii, która uciekła poprzedniego dnia przed Brytyjczykami potrafiła tym razem efektywnie walczyć wraz z północnymi rangersami Armii Kontynentalnej przeciwko armii brytyjskiej.